# Kangaye
Kangaye är en ort i Burkina Faso.   Den ligger i regionen Est, i den centrala delen av landet, 160 km öster om huvudstaden Ouagadougou. Kangaye ligger 285 meter över havet och antalet invånare är 2 586.
Terrängen runt Kangaye är mycket platt. Runt Kangaye är det ganska tätbefolkat, med 60 invånare per kvadratkilometer.. Kangaye är det största samhället i trakten.
Trakten runt Kangaye består i huvudsak av gräsmarker.